# The Listener (film)
Ne doit pas être confondu avec The Listener ou Listener.
Pour plus de détails, voir Fiche technique et Distribution.
The Listener est un film américain réalisé par Steve Buscemi et sorti en 2022.
Il est présenté à la Mostra de Venise 2022 et ne sort qu'en salles en 2024 et en vidéo à la demande dans certains pays.

## Synopsis
Beth est une « auditrice » (listener) bénévole. Des personnes l'appellent donc pour simplement parler, pour se confier. Elle s'implique parfois émotionnellement notamment quand une jeune femme se confie sur son petit ami violent. Beth reçoit par ailleurs des appels très étranges comme celui d'un délinquant sexuel pédophile, qui lui parle de ses méfaits récents et lui pose des questions très personnelles.

## Fiche technique
Sauf indication contraire, les informations mentionnées dans cette section peuvent être confirmées par la base de données cinématographiques IMDb,  présente dans la section « Liens externes ».
- Titre original et français : The Listener
- Réalisation : Steve Buscemi
- Scénario : Alessandro Camon
- Musique : Aska Matsumiya
- Décors : Mboni Maumba
- Costumes : Bic Owen
- Photographie : Anka Malatynska
- Montage : Kate Williams
- Production : Wren Arthur, Steve Buscemi, Lauren Hantz, Oren Moverman et Tessa Thompson

Producteurs délégués : John Hantz, Julia Lebedev, Eddie Vaisman et Suzanne Warren
- Sociétés de production : Hantz Motion Pictures, Olive Productions et Sight Unseen Pictures
- Sociétés de distribution : Vertical Entertainment (Canada, États-Unis), UniversCiné (France)
- Budget : N/A
- Pays de production :  États-Unis
- Langue originale : anglais
- Format : couleur
- Genre : drame
- Durée : 96 minutes
- Dates de sortie[1] :
  - Italie : 9 septembre 2022 (Mostra de Venise)
  - États-Unis : 29 mars 2024
  - France : 25 novembre 2024 (vidéo à la demande)

## Distribution
- Tessa Thompson : Beth

Voix
- Margaret Cho : Corinne
- Rebecca Hall : Laura
- Alia Shawkat : Sharon
- Logan Marshall-Green : Michael
- Derek Cecil : Andy
- Blu del Barrio : Jinx
- Ricky Velez : Ellis
- Jamie Hector : Ray
- Casey Wilson : Ruby
- Bobby Soto : Chris

## Production
Le tournage se déroule à Los Angeles en août et septembre 2021,. Les prises de vues ne durent que 6 jours et se déroule lors d'une pause du tournage de la série Westworld libérant ainsi Tessa Thompson.

## Sortie et accueil

### Dates de sortie
The Listener est présenté en avant-première de la section Giornate degli autori de la Mostra de Venise 2022,. Il est également projetté dans la section Industry Selects du festival international du film de Toronto 2022.
En février 2024, Vertical Entertainment acquiert les droits distribution pour l'Amérique du Nord, le Royaume-Uni et l'Irlande. Il y sort en le 29 mars 2024. En France, il est disponible dès le 25 novembre 2024 vidéo à la demande sur UniversCiné.

### Critique
Sur le site d'agrégation de critiques Rotten Tomatoes, le film obtient 74% d'avis favorables, pour 46 critiques et une note moyenne de 6,6⁄10. Sur le site Metacritic, qui utilise une moyenne pondérée, le film obtient la note de 64⁄100 pour 9 critiques.